# Mischocarpus oppositifolius
Mischocarpus oppositifolius là một loài thực vật có hoa trong họ Bồ hòn. Loài này được (Lour.) Merr. mô tả khoa học đầu tiên năm 1929.